# حقوق الإنسان في النرويج
حقوق الإنسان في النرويج تضمن حماية الحقوق الأساسية لجميع الأفراد داخل مملكة النرويج. تتم صيانة هذه الحقوق بموجب الفصل الخامس من دستور النرويج، المعروف باسم "Kongeriket Norges Grunnlov"، إضافة إلى التصديق على معاهدات دولية متعددة تحت رعاية الأمم المتحدة. تلتزم النرويج التزامًا كبيرًا بحماية حقوق الإنسان، حيث كانت ثاني دولة تُصادق على الاتفاقية الأوروبية لحقوق الإنسان.
وعلى الرغم من أن النرويج تُعتبر من الدول النشطة في مجال حقوق الإنسان حيث احتلت المرتبة الأولى في مؤشر التنمية البشرية التابع للأمم المتحدة خلال 12 عامًا من بين آخر 15 عامًا، إلا أن هناك قضايا متعلقة بحقوق الإنسان ما زالت تُطرح. ومن أبرز القضايا الحديثة نضال السكان الأصليين من القومية السامية للحفاظ على حقوقهم في الأراضي، في ظل تهديد الحكومة النرويجية لاستغلال منطقة "سابمي" للحصول على الموارد الطبيعية.

### ظروف السجون

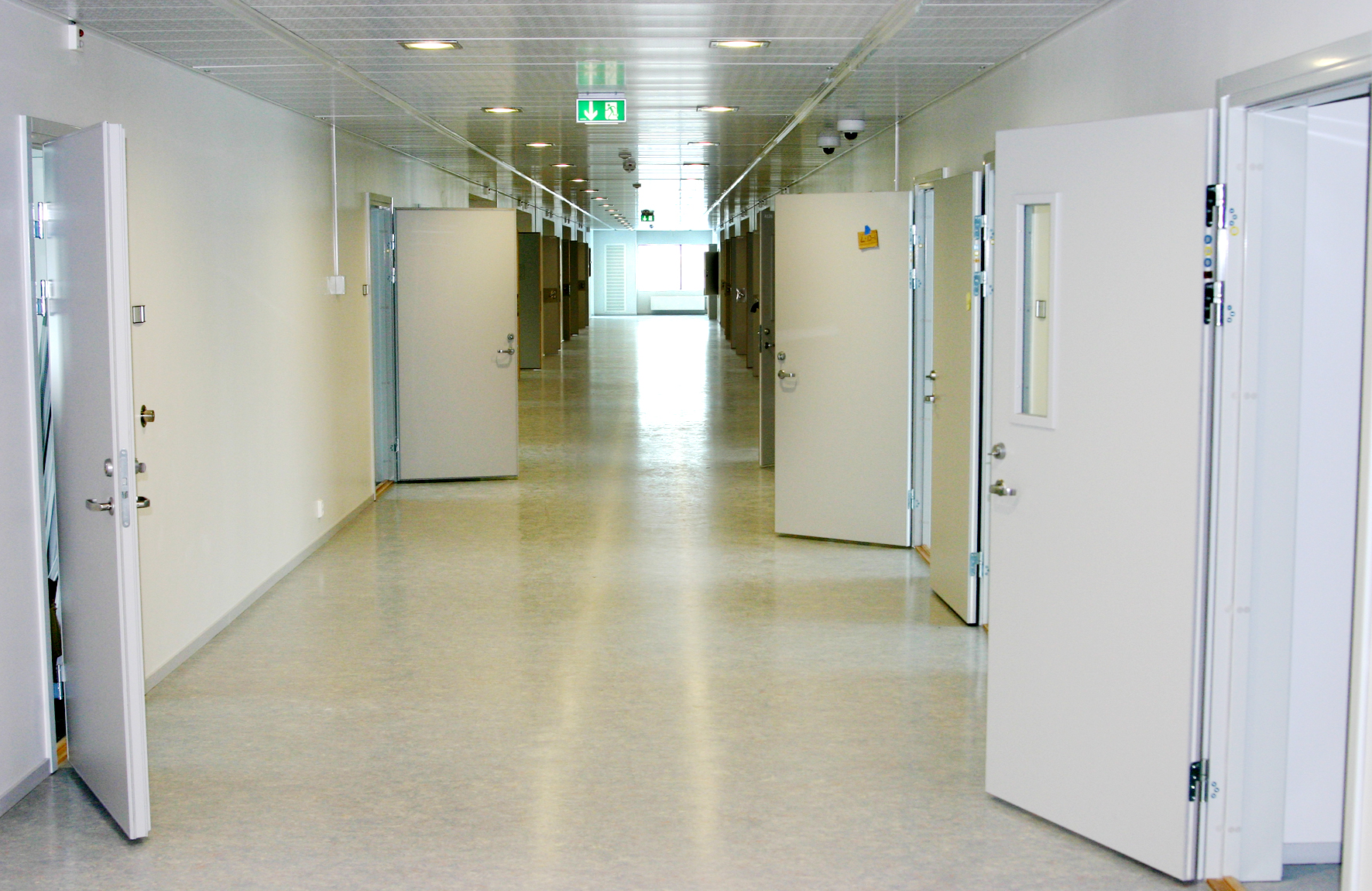
سجن هالدن في النرويج من الداخل.

### حماية اللاجئين

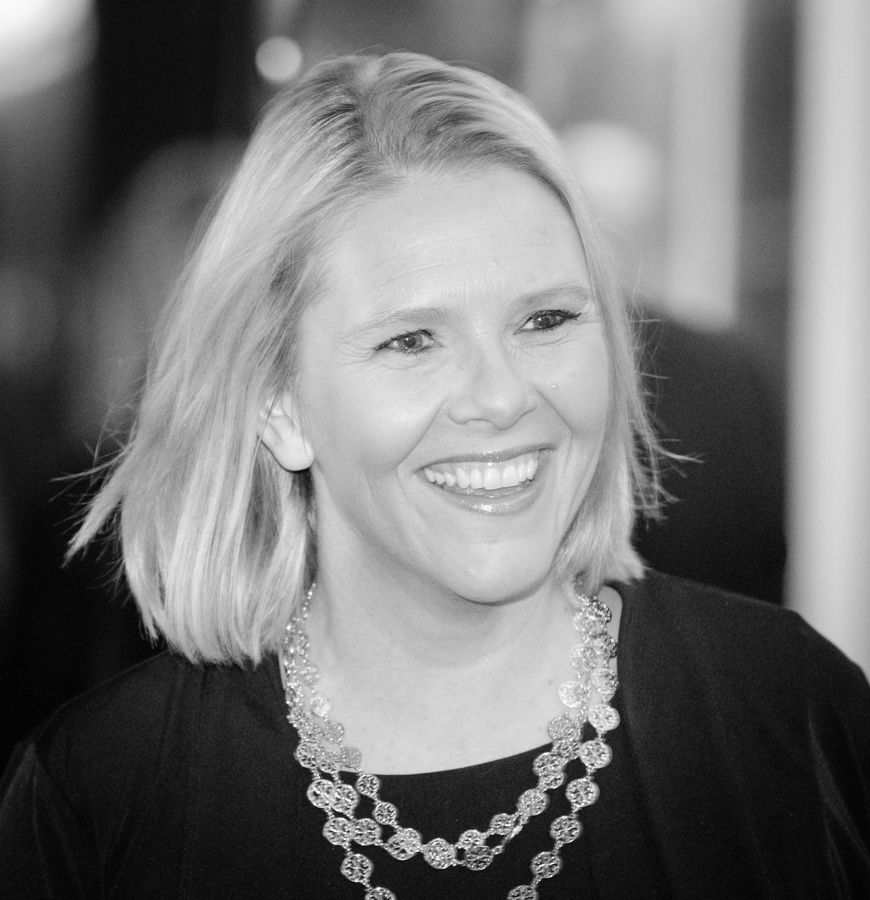
سيلفي ليستهاوغ - أول وزيرة للهجرة في النرويج